# Nazionale femminile di pallamano del Paraguay
La nazionale di pallamano femminile del Paraguay rappresenta il Paraguay nelle competizioni internazionali e la sua attività è gestita dalla federazione di pallamano paraguaiana.

## Competizioni principali
- 2007: 23º posto
- 2009: Non qualificata
- 2011: Non qualificata
- 2013: 21º posto
- 2015: Non qualificata
- 2017: 21º posto
- 2019: Non qualificata
- 2021: 29º posto
- 2023: 29º posto

- 1986: 5º posto
- 1989: Non qualificata
- 1991: 5º posto
- 1997: Non qualificata
- 1999: Non qualificata
- 2000: Non qualificata
- 2003: Non qualificata
- 2005: Non qualificata
- 2007: 4º posto
- 2009: 7º posto
- 2011: Non qualificata
- 2013: 4º posto
- 2015: 7º posto
- 2017:  3º posto

### Mondiali

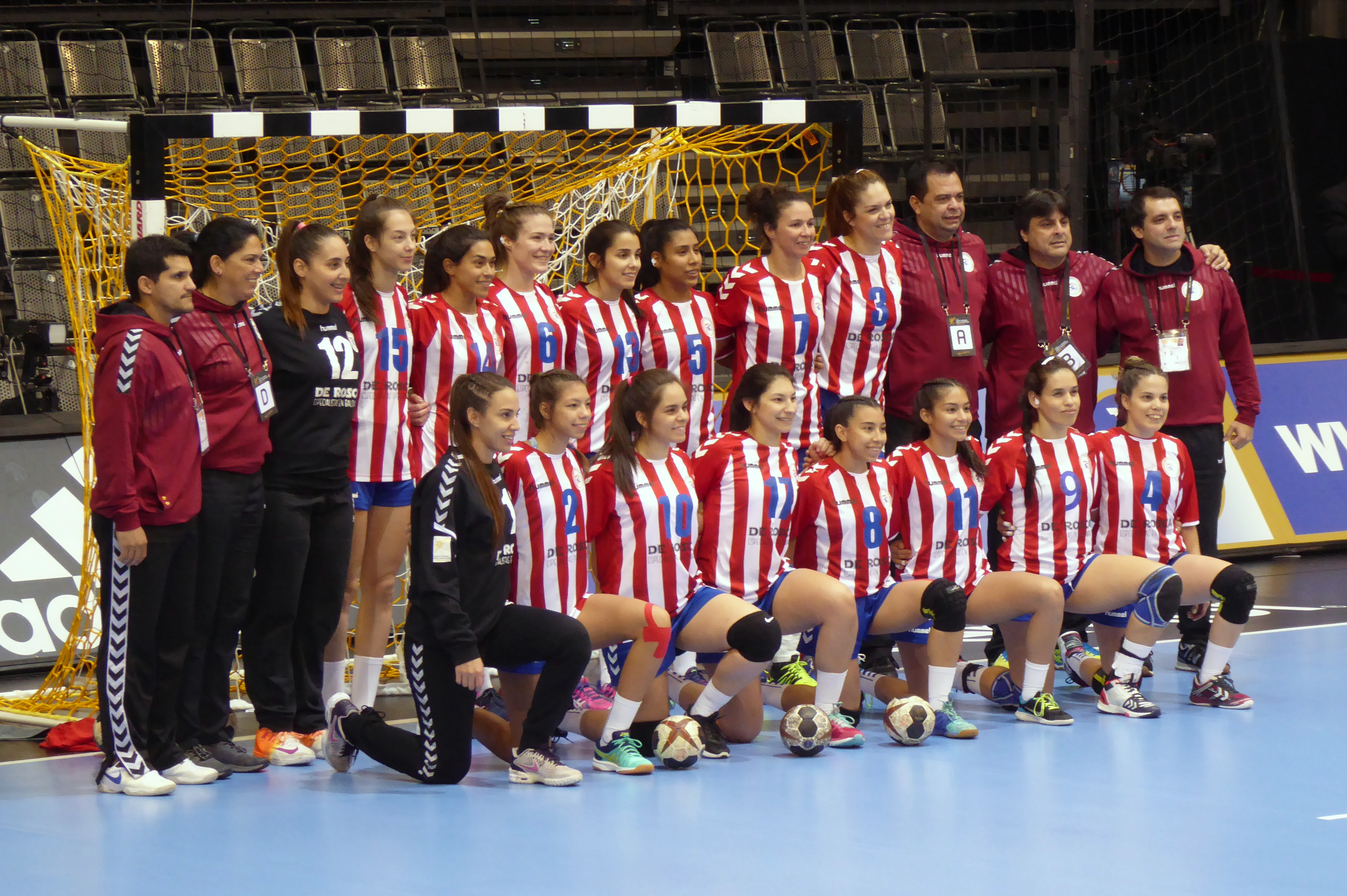
La nazionale paraguaiana ai mondiali del 2017 in Germania

| Anno | Luogo     | Piazzamento      | V | N | P | Reti    |
| ---- | --------- | ---------------- | - | - | - | ------- |
| 2007 | Francia   | 23º posto        | 1 | 0 | 5 | 79:211  |
| 2009 | Cina      | Non partecipante | - | - | - | -       |
| 2011 | Brasile   | Non partecipante | - | - | - | -       |
| 2013 | Serbia    | 21º posto        | 2 | 0 | 5 | 107:205 |
| 2015 | Danimarca | Non partecipante | - | - | - | -       |
| 2017 | Germania  | 21º posto        | 2 | 0 | 5 | 146:202 |
| 2019 | Giappone  | Non partecipante | - | - | - | -       |
| 2021 | Spagna    | 29º posto        | 2 | 0 | 5 | 176:236 |
| 2021 | Danimarca | 29º posto        | 2 | 0 | 5 | 176:236 |

### Campionati panamericani
| Anno | Luogo           | Piazzamento      | V | N | P  | Reti    |
| ---- | --------------- | ---------------- | - | - | -- | ------- |
| 1986 | Brasile         | 5º posto         | 1 | 0 | 5  | ?       |
| 1989 | Stati Uniti     | Non partecipante | - | - | -  | -       |
| 1991 | Brasile         | 5º posto         | 0 | 0 | 3  | 15:158  |
| 1997 | Brasile         | Non partecipante | - | - | -  | -       |
| 1999 | Argentina       | Non partecipante | - | - | -  | -       |
| 2000 | Brasile         | Non partecipante | - | - | -  | -       |
| 2003 | Brasile         | Non partecipante | - | - | -  | -       |
| 2005 | Brasile         | Non partecipante | - | - | -  | -       |
| 2007 | Rep. Dominicana | 4º posto         | 1 | 1 | 3  | 101:139 |
| 2009 | Cile            | 7º posto         | 0 | 0 | 4  | 80:124  |
| 2011 | Brasile         | Non partecipante | - | - | -  | -       |
| 2013 | Rep. Dominicana | 4º posto         | 3 | 0 | 1  | 133:179 |
| 2015 | Cuba            | 7º posto         | 4 | 0 | 3  | 185:181 |
| 2017 | Rep. Dominicana | 3º posto         | 7 | 2 | 15 |         |

### Giochi bolivariani
| Anno | Luogo    | Piazzamento | V | N | P | Reti   |
| ---- | -------- | ----------- | - | - | - | ------ |
| 2017 | Colombia | Campione    | 5 | 0 | 0 | 233:82 |

## Rosa attuale
Aggiornato al mondiale del 2017.
| N° | Naz.                | Ruolo | Sportivo              | Anno |  |  | Squadra di club      |  |
| -- | ------------------- | ----- | --------------------- | ---- |  |  | -------------------- |  |
| 1  | Paraguay (bandiera) | GK    | Alicia Villalba       | 1989 |  |  | San José Handball    |  |
| 2  | Paraguay (bandiera) | LB    | Fátima Acuña          | 1999 |  |  | Nueva Estrella       |  |
| 3  | Paraguay (bandiera) | P     | Luz Genes             | 1984 |  |  | Club Cerro Porteño   |  |
| 4  | Paraguay (bandiera) | CB    | Fernanda Insfrán      | 1998 |  |  | Mavi Handball        |  |
| 5  | Paraguay (bandiera) | RW    | Kamila Rolon          | 1994 |  |  | San José Handball    |  |
| 6  | Paraguay (bandiera) | P     | Sabrina Fiore         | 1996 |  |  | A.A.U. UnC Concordia |  |
| 7  | Paraguay (bandiera) | P     | Karina dos Santos     | 1985 |  |  | San José Handball    |  |
| 8  | Paraguay (bandiera) | LB    | María Paula Fernández | 1998 |  |  | Club Cerro Porteño   |  |
| 9  | Paraguay (bandiera) | CB    | Marizza Faría         | 1983 |  |  | Mavi Handball        |  |
| 10 | Paraguay (bandiera) | CB    | Giovanna Goroso       | 1998 |  |  | Club Cerro Porteño   |  |
| 11 | Paraguay (bandiera) | CB    | Delyne Leiva          | 1998 |  |  | Club Cerro Porteño   |  |
| 12 | Paraguay (bandiera) | GK    | Analia Yaryes         | 1993 |  |  | Club Cerro Porteño   |  |
| 13 | Paraguay (bandiera) | LW    | Georginna Battaglia   | 1995 |  |  | Atlántida Sport Club |  |
| 14 | Paraguay (bandiera) | RW    | San Lorenzo BM        | 1998 |  |  | San Lorenzo BM       |  |
| 15 | Paraguay (bandiera) | LW    | Ana Acuña             | 1999 |  |  | Nueva Estrella       |  |
| 17 | Paraguay (bandiera) | RW    | Gisela González       | 1997 |  |  | Club Cerro Porteño   |  |